# Castiarina vulgaris
Castiarina vulgaris es una especie de escarabajo barrenador metálico del género Castiarina, categorizada en la tribu Stigmoderini, de la subfamilia Buprestinae.

## Distribución
Se distribuye por Australasia.

## Taxonomía
Fue descrita científicamente por Carter en 1931.
Tratamiento taxonómico
La especie aparece registrada y publicada en Notes on the genus Stigmodera (Family Buprestidae) together with descriptions of new species of and a retabulation of the subgenus Castiarina. The Australian Zoologist 6(4):337-367. (1931).